# Alexander Engel
Pour les articles homonymes, voir Engel.
Alexander Engel, de son vrai nom Kurt Engel, né le 4 juin 1902 à Berlin et mort le 25 juillet 1968 à Sarrebruck, est un acteur allemand.
Il prit le prénom d'Alexander afin de ne pas être confondu avec le percussionniste Kurt Engel.

## Biographie
Il est le fils de Helene Heinrich. Il suit une formation d'acteur à la Reicherschen Hochschule für Dramatische Kunst de Berlin. En 1923, il joue sur les scènes d'Allenstein, Königsberg et Rostock.
En 1931, il revient à Berlin, surtout au Renaissance-Theater et au Theater am Kurfürstendamm. Il obtient son premier rôle au cinéma l'année suivante. Au théâtre comme au cinéma, il joue souvent des seconds rôles, des personnages bizarres. Il apparaît dans les adaptations d'Edgar Wallace comme un avocat mystérieux ou un exécuteur testamentaire.
Son frère Rudolf Engel fut un résistant au nazisme puis un directeur temporaire de la DEFA.

## Filmographie

### Comme acteur

#### Au cinéma
- 1932 : Hasenklein kann nichts dafür
- 1933 : Des jungen Dessauers grosse Liebe
- 1934 : Musik im Blut
- 1934 : Prinzessin Turandot
- 1935 : Einer zuviel an Bord
- 1936 : Savoy-Hotel 217
- 1936 : La Neuvième symphonie
- 1936 : Contrebande
- 1937 : Le Cuirassé Sebastopol
- 1937 : Madame Bovary de Gerhard Lamprecht :
- 1937 : Le Drapeau jaune
- 1937 : Andere Welt
- 1938 : Schüsse in Kabine 7
- 1938 : Ab Mitternacht
- 1938 : Ballade
- 1938 : Sergent Berry (de)
- 1939 : War es der im 3. Stock?
- 1939 : Der grüne Kaiser
- 1939 : Der Vierte kommt nicht
- 1939 : Die Hochzeitsreise
- 1939 : Parkstrasse 13
- 1939 : Meurtre au music-hall
- 1939 : Die fremde Frau
- 1939 : L'Océan en feu
- 1940 : Kriminalkommissar Eyck
- 1940 : Le Mort qui se porte bien
- 1941 : Un crime stupéfiant
- 1942 : Vom Schicksal verweht
- 1942 : Attentat à Bakou (Anschlag auf Baku)
- 1944 : Sieben Briefe
- 1949 : Die blauen Schwerter (de)
- 1949 : … und wenn’s nur einer wär’ … (de)
- 1950 : Les Joyeuses Commères de Windsor (de)
- 1950 : Das kalte Herz
- 1952 : Der bunte Traum
- 1953 : Schlagerparade (de)
- 1955 : Das Fräulein von Scuderi
- 1955 : Meine Kinder und ich
- 1956 : Ein Herz schlägt für Erika
- 1956 : Waldwinter
- 1956 : Der Glockengießer von Tirol (de)
- 1957 : Ein Leben für Zeiss
- 1957 : Le bonheur est dans la rue (Das Glück liegt auf der Straße)
- 1957 : Effervescence au pays de cocagne (Aufruhr im Schlaraffenland)
- 1958 : Le Temps d'aimer et le Temps de mourir
- 1958 : Taïga (en)
- 1959 : Mandolinen und Mondschein (de)
- 1961 : Le Retour du docteur Mabuse
- 1961 : L'Étrange Comtesse
- 1963 : Le Foulard indien (Das indische Tuch)
- 1963 : Le Bourreau de Londres
- 1966 : Longues jambes, longs doigts (Lange Beine – lange Finger)
- 1968 : Le Château des chiens hurlants
- 1968 : Dynamite en soie verte
- 1969 : Rote Lippen – Sadisterotica

#### À la télévision
- 1953 : Der Fall Sieveking
- 1954 : Türen – Türen – Türen...
- 1955 : Straßenknotenpunkt
- 1956 : Schiff ohne Hafen
- 1957 : Kopf oder Zahl
- 1958 : Ein weißer Elefant
- 1958 : Wie es euch gefällt
- 1959 : Gesucht wird Mörder X
- 1959 : Affäre Dreyfus
- 1961 : Hamlet, Prinz von Dänemark
- 1963 : Die Legende vom heiligen Trinker
- 1963 : Freunde wie Wölfe
- 1963 : Die Chorjungen von St. Cäcilia
- 1964 : Das Haus der Schlangen
- 1964 : Elektra
- 1964 : Aktion Brieftaube – Schicksale im geteilten Berlin
- 1965 : Colombe
- 1965 : Romulus der Große
- 1966 : Jens Claasen und seine Tiere
- 1966 : Leben wie die Fürsten
- 1966 : Königliches Abenteuer
- 1967 : Betrug der Zeiten
- 1967 : Der Revisor
- 1967 : Der öffentliche Ankläger
- 1967 : Die Rolle seines Lebens
- 1967 : Heinrich IV.
- 1968 : Der Monat der fallenden Blätter
- 1969 : Vom Teufel geholt

### Comme scénariste
- 1925 : Die Frau für 24 Stunden de Reinhold Schünzel

## Source de la traduction
- (de) Cet article est partiellement ou en totalité issu de l’article de Wikipédia en allemand intitulé « Alexander Engel (Schauspieler) » (voir la liste des auteurs).